# Odougba
Odougba (auch Oudougba) ist eine Stadt und ein Arrondissement im Departement Collines im westafrikanischen Staat Benin. Es ist eine Verwaltungseinheit, die der Gerichtsbarkeit der Kommune Ouèssè untersteht.

## Demografie und Verwaltung
Gemäß der Volkszählung 2013 des beninischen Statistikamtes INSAE hatte das Arrondissement 14.398 Einwohner, davon waren 7275 männlich und 7123 weiblich.
Von den 63 Dörfern und Quartieren der Kommune Ouèssè entfallen sieben auf Odougba:
1. Dokoundoho
2. Evaï-Gbaffo
3. N’gbèhouédo
4. N’gbéhouédo-Routo
5. Odougba
6. Tchédjannangnon
7. Zogba-Trékou